# Erateina siliquata
Erateina siliquata är en fjärilsart som beskrevs av Achille Guenée 1858. Erateina siliquata ingår i släktet Erateina och familjen mätare. Inga underarter finns listade i Catalogue of Life.